# Chrome Locust
Chrome Locust var ett New York City-baserat punk/metalrock-band, grundat år 1998 av trumslagaren Micheal Wildwood, basisten Jim Heneghan och gitarristen Todd Youth (Murphy's Law). Wildwood och Youth hade just bestämde sig att hoppa av D-Generation medan Heneghan spelade med gitarristen Richard "The Atomic Elf" Bacchus (D-Generation, Murpy's Law) i Vasquez.

## Biografi
Efter explodering på scenen, lades Chrome Locust på is år 1999 när Youth började spela gitarr för  Danzig. Wildwood spelade sedan med Monster Magnet och Heneghan spelar med The Solution.

## Medlemmar
- Todd Youth – gitarr, sång
- Jim Heneghan – basgitarr
- Micheal Wildwood – trummor, sång

## Diskografi
Studioalbum
- Chrome Locust[1] (1999)

Samlingsalbum
- Built for Speed - a Motörhead Tribute (1999)